# Большое Султаново
Большое Султаново — деревня в Сафакулевском районе Курганской области. Входит в состав Камышинского сельсовета.

## История
До 1917 года входило в состав Сарт-Калмыкской волости Челябинского уезда Оренбургской губернии. По данным на 1926 год состояла из 233 хозяйств. В административном отношении являлась центром Султановского сельсовета Яланского района Челябинского округа Уральской области.

## Население
| 1989 | 2002 | 2010 |
| ---- | ---- | ---- |
| 503  | ↘447 | ↘333 |

По данным переписи 1926 года в деревне проживало 1014 человек (504 мужчины и 510 женщин), в том числе: башкиры составляли 99 % населения.